# Arshad Al-Alawi
Arshad Al-Alawi (Nizwa, Omán, 12 de abril de 2000) es un futbolista de Omán que juega en la posición de mediapunta con el Al-Seeb Club de la Liga Profesional de Omán desde 2023.

## Carrera

### Club
| Periodo   | Club          |
| --------- | ------------- |
| 2019-2020 | Oman Club     |
| 2020-2022 | Al-Seeb Club  |
| 2022-2023 | Kuwait SC     |
| 2023      | Emirates Club |
| 2023-     | Al-Seeb Club  |

### Selección nacional
Debutó con Omán el 10 de octubre de 2019 en la victoria por 3-0 sobre Afganistán en Mascate por la clasificación de AFC para la Copa Mundial de Fútbol de 2022, y su primer gol internacional lo anotó el 14 de noviembre de 2019 en la victoria por 4-1 sobre Bangladesh en Mascate.
Arshad jugó en los tres partidos de la fase de grupos de Omán en la Copa de Naciones Árabe, y anotó en la victoria por 3-0 sobre Baréin.

## Logros
- Liga Profesional de Omán (2): 2023-24, 2024-25
- Copa de la Liga de Omán (2): 2024, 2025
- Liga Premier de Kuwait (1): 2022-23
- Copa del Emir de Kuwait (1): 2022-23
- Supercopa de Kuwait (1): 2022